# Scleria castanea
Scleria castanea är en halvgräsart som beskrevs av Earl Lemley Core. Scleria castanea ingår i släktet Scleria och familjen halvgräs. Inga underarter finns listade i Catalogue of Life.